# Necyla flavonotata
Necyla flavonotata là một loài côn trùng trong họ Mantispidae thuộc bộ Neuroptera. Loài này được Tjeder miêu tả năm 1963.